# シリヤライン
シリヤライン（Tallink Silja Oy）は、かつてフィンランドに本拠を置いていた船会社であったが、2006年、エストニアのフェリー会社タリンク(AS Tallink Grupp)に買収された。

## 買収
シリヤラインは、同じフィンランドのヴァイキングライン(Viking Line)とともにバルト海の2大フェリー運航会社で、バルト海航路の長年のライバル同士だった。しかし、1990年代にエストニアの船会社タリンクが台頭してくると、2006年にタリンクはシリヤラインを買収した。
現在は、シリヤラインはタリンクの傘下でTallink Silja Oyというフィンランド国内での販売業務だけを行う子会社になった。
スウェーデン国内ではシリヤラインは、タリンクの傘下でTallink Silja ABという会社名になり、スウェーデン国内での販売業務をしている。従って、シリヤラインが保有していた船の多くは、タリンクの所有に移された。
タリンクはシリヤラインの買収後、かつてのシリヤラインの運航路線の見直しを進めている。多くは「タリンクシリヤ」のブランド名での運航となったが、マーケティング戦略から、タリンクは2つの運航区間(船舶数4)だけシリヤラインのブランド名を残して運航している。
2つの航路で年間で300万人と車両20万台を運んでいる。

## 運航区間

### 現在の運航区間

#### ヘルシンキ - ストックホルム線
ヘルシンキ ‐マリエハムン - ストックホルム

#### トゥルク - ストックホルム線
トゥルク ‐マリエハムン - ストックホルム 

## 船舶

### 現在就航中の船舶
| 船名                     | 建造年 | 就役年 | 運航区間                                                                        | 総トン数          | 船籍         | 注釈                                             |
| ------------------------ | ------ | ------ | ------------------------------------------------------------------------------- | ----------------- | ------------ | ------------------------------------------------ |
| シリヤ・セレナーデ       | 1990   | 1990   | ヘルシンキ - マリエハムン - ストックホルム                                      | 58,376 グロストン | フィンランド |                                                  |
| シリヤ・シンフォニー     | 1991   | 1991   | ヘルシンキ - マリエハムン - ストックホルム                                      | 58,377 グロストン | スウェーデン |                                                  |
| バルティック・プリンセス | 2008   | 2008   | トゥルク - ロングネス - ストックホルム ストックホルム - マリエハムン - トゥルク | 48,915t           | エストニア   | タリンクからの転籍でシリヤ・ヨーロッパと交代     |
| ギャラクシー             | 2006   | 2008   | トゥルク - マリエハムン - ストックホルム ストックホルム - ロングネス - トゥルク | 48,915 グロストン | スウェーデン | タリンクからの転籍でシリヤ・フェスティバルと交代 |